# Заулдорф
Заулдорф (њем. Sauldorf) општина је у њемачкој савезној држави Баден-Виртемберг. Једно је од 25 општинских средишта округа Зигмаринген. Према процјени из 2010. у општини је живјело 2.514 становника. Посједује регионалну шифру (AGS) 8437123, NUTS и LOCODE код.

## Географски и демографски подаци
Заулдорф се налази у савезној држави Баден-Виртемберг у округу Зигмаринген. Општина се налази на надморској висини од 646 метара. Површина општине износи 49,7 km². У самом мјесту је, према процјени из 2010. године, живјело 2.514 становника. Просјечна густина становништва износи 51 становника/km².

## Међународна сарадња
| Мјесто | Држава    | Врста сарадње | Од    |
| ------ | --------- | ------------- | ----- |
| Уноке  | Јапан     | партнерство   | 1985. |
|        | Француска | партнерство   | 1982. |
| Извор  |           |               |       |